# Pécsi Ildikó
Pécsi Ildikó (Polgár, 1940. május 21. – Gödöllő, 2020. december 5.) Kossuth- és Jászai Mari-díjas magyar színművésznő, rendező, érdemes és kiváló művész, a Halhatatlanok Társulatának örökös tagja, országgyűlési képviselő.

## Pályája
A Színművészeti Főiskolát 1962-ben végezte el. Az évek során tagja volt a Pécsi Nemzeti Színház (1962–1966), a Vígszínház (1966–1970), a Mikroszkóp Színpad (1970–1973), a kecskeméti Katona József Színház (1973–1976), a Radnóti Színház (1976–1985), a Népszínház (1985–1990) és 1990 után évekig a József Attila Színház társulatának.
Drámai (Antigoné, Hamlet) és prózai szerepek mellett játszott komédiákban és operettekben is.
Sokat foglalkoztatott film- és televízió-színésznő. Jelentős szerepet kapott az első magyar szélesvásznú filmben, az 1962-ben bemutatott Jókai-adaptációban, Az aranyemberben, amelyben Timár Mihály szerelmét, Noémit játszhatta 22 évesen.
Országos ismertségét, népszerűségét a tévésorozatokban (például: A Tenkes kapitányában és a Lindában) játszott alakításai is erősítették.
Rendezőként is jelentős sikereket ért el. Évekig volt „mindenese” a táci Gorsium Nyári Játékainak. Több tévéjátékot is hasonló minőségben készített.
„Szabad idejében” több száz önálló estet tartott Petőfi Sándor, Ady Endre, József Attila, Radnóti Miklós műveiből. Sanzon-összeállítása is sikeres volt.
2008-ban megjelent Zeneképzelet című CD-je, melyet a Várnagy Andrea–Farkas Zsolt zongoraművész házaspárral közösen készített.
1975 és 1989 között az MSZMP tagja, 1994 és 1998 között pedig az MSZP színeiben országgyűlési képviselő volt (egyéni mandátum, Budapest 22. sz. egyéni választókerület). 1980-ban a színész szakszervezet elnökségi tagjává választották.
Utolsó hónapjaiban állandó segítségre szorult megromlott egészségi állapota miatt. 2020. december 5-én álmában hunyt el otthonában.
2020. december 19-én helyezték végső nyugalomra a máriabesnyői temetőben, ahol a 2020 nyarán elhunyt férje, Szűcs Lajos is nyugszik. A római katolikus szertartáson búcsúbeszédet mondott Bencze Ilona, Pálos Zsuzsa, Papadimitriu Athina, Gémesi György és Szinetár Miklós.

### Családja
Édesapja Péchy Géza dohányjövedéki tiszt, édesanyja Vámossy Irén háztartásbeli. 1960. június 9-én ment hozzá Szilágyi Sándor rendezőhöz, akinek tanúja Léner Péter rendező és egykori színházigazgató volt. Később elváltak. Pécsi szerződése alatt Fodor Antal koreográfussal élt együtt. 1969-ben házasodott össze Szűcs Lajos olimpiai bajnok labdarúgóval. Fiuk, Szűcs Csaba évtizedekig Máriabesnyő-Gödöllő lakója és a város művészeti életének meghatározó személyisége volt.

## Díjai
- Jászai Mari-díj (1976)
- SZOT-díj (1979)
- Érdemes művész (1980)
- Kiváló művész (1987)
- Déryné-díj (1993)
- A Magyar Köztársasági Érdemrend középkeresztje (2006)[8]
- Kossuth-díj (2007)
- Bilicsi-díj (2007)
- Pepita-díj (2009)
- Örökös tag a Halhatatlanok Társulatában (2009)
- Gödöllő díszpolgára (2010)[9]
- Hazám-díj (2011)
- A Magyar Filmakadémia életműdíja (2020)
- Zugló díszpolgára (2021) /posztumusz/[10]

## Szerepeiből

### Színház
- Kuznyecov: Fekete vagy vörös (Tamara)
- Arbuzov: Irkutszki történet (Nyura)
- Arthur Miller: Salemi boszorkányok (Williams Abigel)
- Brecht:
  - Galilei (Ifjú hölgy)
  - Antigoné (Címszerep)
- Jókai Mór–Illés Endre–Erdődy János: Gazdag szegények[11] (Lidi, varrólány)
- Shakespeare:
  - Rómeó és Júlia (Capuletné)
  - Othello) (Bianca)
  - III. Richárd (Lady Anna)
  - Vízkereszt vagy amit akartok (Olívia)
- O’Neill: Amerikai Elektra (Lavinia)
- Marcel Achard: Bolond lány (Josefa Lantenay)
- Edmond Rostand: Cyrano de Bergerac (Roxan[12])
- Gorkij:
  - Éjjeli menedékhely (Nasztya)
  - A Nap fiai (Melánia)
- James Baldwin: Ének Charlie úrért (Juanita)
- Alexandre Breffort: Irma, te édes (Címszerep)
- Molnár Ferenc: Liliom (Mari)
- Fényes Szabolcs–Harmath Imre: Maya (Címszerep)
- Fejes Endre: Rozsdatemető (Csele Juli)
- Pályi András: A tigris (Pötyi)
- Anton Bruckner: Angliai Erzsébet (Izabella)
- Eduardo De Filippo:
  - A cilinder (Rita)
  - A komédia bosszúja (A hegylakó felesége)
- Sartre: Legyek (Elektra)
- Békeffi István: Egy asszony gyilkos vallomása (Ileana)
- Dosztojevszkij: A Karamazov testvérek (Grusa)
- Czesław Miłosz: Királygyilkosság (Leány)
- Heltai Jenő: A néma levente (Beatrix)
- Thurzó Gábor: Az ördög ügyvédje (Orsolya nővér)
- Krúdy Gyula: A vörös postakocsi (Tizenhárom Sári)
- A kettéfűrészelt zongora (1976. IV. 1., Miskolci Nemzeti Színház)

### Játékfilmek
- A harmadik utas[13]
- 1959 Espressoban[14]
- 1961 Pesti háztetők
- 1961 Zápor
- 1962 Legenda a vonaton
- 1962 Az aranyember
- 1962 Isten öszi csillaga
- 1963 Hattyúdal
- 1963 Tücsök
- 1964 Mit csinált felséged 3-tól 5-ig?
- 1965 Fény a redőny mögött
- 1965 Tilos a szerelem
- 1967 Nem várok holnapig
- 1968 Egri csillagok
- 1970 A mi emberünk
- 1970 Érik a fény
- 1970 Szerelmi álmok
- 1970 N.N., a halál angyala
- 1970 Sose fagyunk meg
- 1972 Hekus lettem
- 1973 Plusz-mínusz egy nap
- 1974 Ámokfutás
- 1975 Ballagó idő
- 1976 Az öreg
- 1976 Az ötödik pecsét
- 1976 Pókfoci
- 1976 Zongora a levegőben
- 1976 Jó utazást!
- 1976 Sínen vagyunk
- 1977 Herkulesfürdői emlék
- 1977 Kossuth vagy Széchenyi? (rendező)
- 1977 Veri az ördög a feleségét
- 1978 Egyszeregy
- 1978 Olyan mint otthon
- 1979 Hogyan felejtsük el életünk legnagyobb szerelmét?
- 1979 Szabadíts meg a gonosztól
- 1979 Mese habbal
- 1980 A mérkőzés
- [1980 Kojak Budapesten
- 1981 Ripacsok
- 1982 A hentessegéd
- 1983 Mennyei seregek
- 1983 Visszaesők
- 1983 Te rongyos élet
- 1991 Sztálin menyasszonya
- 2004 Montecarlo!
- 2008 Majdnem szűz

### Tévéfilmek
- 1964 A Tenkes kapitánya 1–13.
- 1964 Az én kortársaim II.
- 1966 Én, Strasznov Ignác, a szélhámos
- 1967 Társasjáték
- 1967 Princ, a katona (tv-sorozat)
- 1967 A koppányi aga testamentuma
- 1968 Bors 1–15.
- 1971 Öt férfi komoly szándékkal
- 1972 Szerelmespár
- 1973 Gúnyos mosoly
- 1973 Két fiú ült egy padon
- 1975 Az utolsó tánctanár
- 1975 Trisztán
- 1975 Svédcsavar
- 1976 Csongor és Tünde
- 1976 Megtörtént bűnügyek tv-sorozat A müncheni férfi c. részében
- 1976 A vonatok reggel indulnak
- 1977 Két pisztolylövés
- 1977 Az ész bajjal jár
- 1978 Fent a Spitzbergáknál
- 1978 Bolondok bálja
- 1979 Aki mer, az nyer
- 1979 Csillag a máglyán
- 1980 Indul a bakterház
- 1980 A Sipsirica 1–2.
- 1980 Névnap
- 1980 A különc
- 1980 Kulcskeresők
- 1980 Hol colt, hol nem colt
- 1981 A névtelen vár 1–6. (tv-sorozat)
- 1983 Az utolsó futam
- 1983 Linda
- 1984 A láperdő szelleme
- 1984 Szálka, hal nélkül (tv-sorozat)
- 1985 Anna és Anton
- 1986 A falu jegyzője (tv-sorozat)
- 1986 A fantasztikus nagynéni 1–2.
- 1987 Dada
- 1987 Linda
- 1998 Francia négyes
- 2004, 2013 Barátok közt
- 2015 Ketten Párizs ellen

## Rendezések, színházi adaptációk
- Arisztophanész: Lysistrate (Gorsiumi Nyári Játékok; Újpest Színház)
- Arisztophanész: A nők ünnepe (Ludi Romani nyári játékok – Gorsium)
- Arisztophanész: A nőuralom (Ludi Romani – Gorsiumi Nyári Játékok)
- Szophoklész: Elektra (Gorsiumi Nyári Játékok)
- Szophoklész: Antigoné (Gorsiumi Nyári Játékok)
- Szophoklész: Trakhiszi nők (Ludi Romani nyári játékok – Gorsium)
- Szophoklész: Oidipusz király (Ludi Romani nyári játékok – Gorsium)
- Szophoklész: Oidipusz Kolonoszban (Ludi Romani nyári játékok – Gorsium)
- Plautus: A hetvenkedő katona (Ludi Romani nyári játékok – Gorsium)
- Aiszkhülosz: Oreszteia (Tác-Gorsium)
- Turczi István: Könyörgöm, szeress! (Domino Színpad)
- Karinthy Ferenc: Dunakanyar (Domino Színpad)
- Hámori Tibor: A gyilkos én vagyok (Tatabányai Népház-Játékszín)
- Pécsi Ildikó: Kerek-erdő meséje (Tatabányai Népház-Játékszín)
- Hunyady Sándor: A három sárkány (Újpest Színház)
- Molnár Ferenc: A doktor úr (Újpest Színház)
- Molnár Ferenc: A hattyú (Ruttkai Éva Színház)
- Neil Simon: Furcsa pár (női változat) (Vidám Színpad Kisszínháza)
- Varga László: Kossuth vagy Széchenyi? (Pesti Vigadó Kamaraterme)
- Varga László: A Nagy hal (Pesti Vigadó Kamaraterme)
- Pécsi Ildikó: Hármasban (Budapesti Kamaraszínház a Józsefvárosban)
- Kisfaludy Károly: A kérők (Szentendrei Teátrum)
- Huszka Jenő: Mária főhadnagy (Fiatalok Színháza)
- Pécsi Ildikó (szerkesztő): Peterdi kabaré (Budaörsi Játékszín)
- Németh László: Bodnárné (Hódmezővásárhely)
- Békeffi István – Eisemann Mihály: Egy csók és más semmi (Gárdonyi Géza Színház)
- Pécsi Ildikó: Színésznők (Madách Színház – Tolnay Szalom)
- Pécsi Ildikó – Jókai Mór: A kőszívű ember fiai (Erzsébetligeti Színház)

## Önálló műsorai
- Szerelmem
- Virágok és kígyók között
- Egyedül
- Bizalom
- Görögnek születtem (Melina Mercouri-est)

## Előadóestek
- József Attila, Ady, Petőfi, Radnóti műveiből;
- Sanzon-est

## Hangoskönyv
- Szóló szőlő, hatalmas alma, csengő barack és más népszerű mesék feldolgozása (RNR Média Kft., 2007)
- Arthur Golden: Egy gésa emlékiratai (Trivium Kiadó, 2006) ISBN 9639711012
- Janikovszky Éva: A lemez két oldala (Móra Könyvkiadó, 2007) ISBN 9789631183917
- Mesél az erdő (Kossuth Kiadó, 2013) ISBN 9789630975001

## Könyvei
- Kerek erdő meséje
- Mesés játékok, játékos versek (Media Nox Kiadó, Budapest, 2000) ISBN 963-8611-76-6[15]
- Mitől nem fogytam le... / ...és mitől fogytam le (Tellér Kiadó, Budapest, 1993) ISBN 9638178027[16]
- Mitől híztam meg

## Könyvek róla
- L. Péterfi Csaba: Pécsi Ildikó – Úgy, ahogy volt (2022)

## Hang és kép

### Kabaréjelenetek
- Néma levente (Partnere: Antal Imre)
- Jó kedvem van (Partnere: Balázs Péter)
- Társbérlet (Szerzők: Gádor Béla–Darvas Szilárd. Partnerei: Gálvölgyi János és Kern András)

## Emlékezete

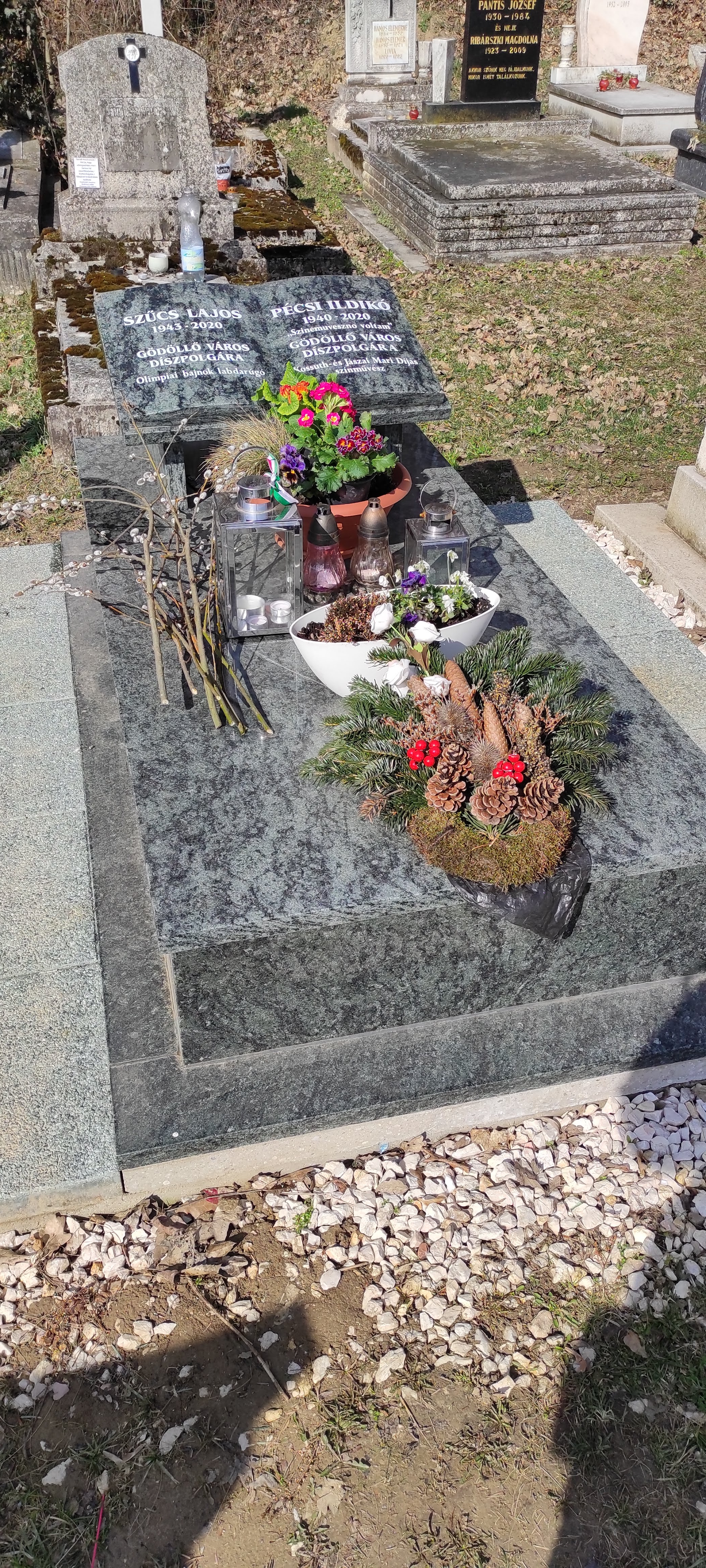
Pécsi Ildikó és Szücs Lajos sírja a máriabesnyői temetőben

Halálának első évfordulóján, 2021. december 5-én L. Péterfi Csaba és a Pécsi Ildikó Színtársulat megalapította a Pécsi Ildikó-emlékdíjat a színésznő emlékének ápolására. A díjat minden évben egy 70. életévét betöltött színésznő kaphatja meg a közönség szavazatai alapján. A díj egy Pécsi Ildikó aláírásával ellátott üveg obeliszk, amely mellé pénzdíj és oklevél is jár.